# 安德魯·博耶斯
安德魯·博耶斯（英語：Andrew Victor Boyens；1983年9月18日—）是新西蘭的一位職業足球運動員，他現在效力於美國職業足球大聯盟的洛杉磯銀河。除了俱樂部賽事之外，他也代表新西蘭國家足球隊參加各級國際賽事。在2008年時，他也曾代表紐約紅牛參賽。 